# Unterseeboot 718
L'Unterseeboot 718 ou U-718 est un sous-marin allemand (U-Boot) de type VIIC utilisé par la Kriegsmarine pendant la Seconde Guerre mondiale.
Le sous-marin est commandé le 10 avril 1941 à Hambourg (H. C. Stülcken Sohn), sa quille fut posée le 18 mai 1942, il est lancé le 26 mars 1943 et mis en service le 25 juin 1943 de l'Oberleutnant zur See Helmut Wieduwilt.
L'U-718 ne mène aucune patrouille car il coule en mer Baltique lors d'une collision avec un autre U-Boot pendant sa période d'entraînement initial, en novembre 1943.

## Conception
Unterseeboot type VII, l'U-718 avait un déplacement de 769 tonnes en surface et 871 tonnes en plongée. Il avait une longueur totale de 67,10 m, un maître-bau de 6,20 m, une hauteur de 9,60 m et un tirant d'eau de 4,74 m. Le sous-marin était propulsé par deux hélices de 1,23 m, deux moteurs diesel Germaniawerft M6V 40/46 de 6 cylindres en ligne de 1 400 cv à 470 tr/min, produisant un total de 2 060 à 2 350 kW en surface et de deux moteurs électriques Garbe, Lahmeyer & Co. RP 137/c de 375 cv à 295 tr/min, produisant un total 550 kW, en plongée. Le sous-marin avait une vitesse en surface de 17,7 nœuds (32,8 km/h) et une vitesse de 7,6 nœuds (14,1 km/h) en plongée. Immergé, il avait un rayon d'action de 80 milles marins (150 km) à 4 nœuds (7,4 km/h; 4,6 milles par heure) et pouvait atteindre une profondeur de 230 m. En surface son rayon d'action était de 8 500 milles nautiques (soit 15 700 km) à 10 nœuds (19 km/h).
L'U-718 était équipé de cinq tubes lance-torpilles de 53,3 cm (quatre montés à l'avant et un à l'arrière) qui contenait quatorze torpilles. Il était équipé d'un canon de 8,8 cm SK C/35 (220 coups) et d'un canon antiaérien de 20 mm Flak. Il pouvait transporter 26 mines TMA ou 39 mines TMB. Son équipage comprenait 4 officiers et 40 à 56 sous-mariniers.

## Historique
Il commence sa période d'entraînement initial dans la 5. Unterseebootsflottille jusqu'à son accident, avant le terme du temps de formation de son équipage.
Le 18 novembre 1943, le sous-marin effectue des exercices en mer Baltique au nord-est de Bornholm à la position 55° 21′ N, 15° 24′ E. Il entre en collision avec l'U-476. 
43 des 50 hommes d'équipage meurent dans cet accident. Le sous-marin coule.

## Affectations
- 5. Unterseebootsflottille du 25 juin 1943 au 18 novembre 1943 (Période de formation).

## Commandement
- Oberleutnant zur See Helmut Wieduwilt du 25 juin 1943 au 18 novembre 1943.